# 下巴尼亞市鎮

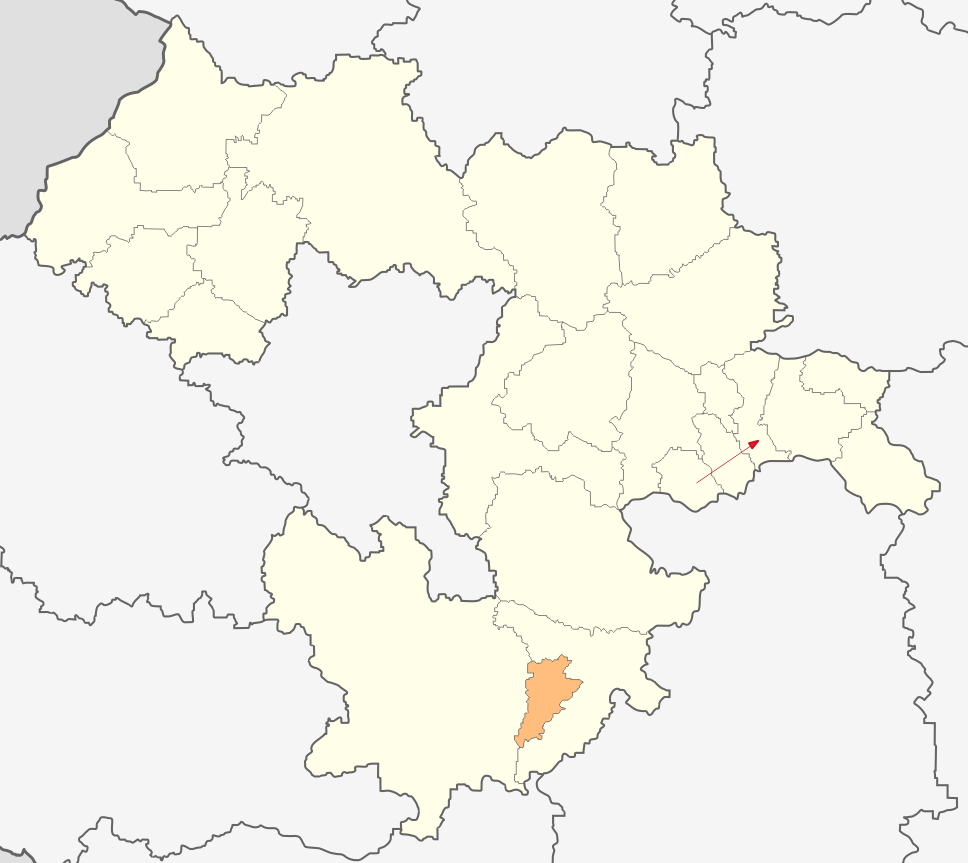

下巴尼亞市鎮，是保加利亞西部索菲亞州的市鎮，行政中心为下巴尼亞，面積66.85平方公里，2011年人口4,522，人口密度每平方公里67.6人。
42°18′00″N 23°46′01″E / 42.3000°N 23.7670°E